# Língua mao
Sopvoma ou Mao é uma língua sinoo-tibetanas da família Angami-Pochuri. É falado principalmente no [distrito de Senapati, noroeste de Manipur e em Nagaland, Índia É semelhante à língua algami. De acordo com Ethnologue (2009), o dialeto Paomata pode ser o mesmo que Poumei (Poumai) Naga, que recebeu um código ISO separado.

Mao é um pouco semelhante aos idiomas línguas sino-tibetanos em termos de gramática e estilo de uso.
Ao contrário do inglês, é uma língua fonética e tonal. É Falado principalmente pelo povo maoísta.
Uma história referindo-se aos povos Angami e Mao mostra como os dois se dividiram amigavelmente em o norte e o sul (ou seja, Nagaland, Manipur), mostrando também porque as duas línguas são semelhantes.

## Escrita
A escrita está perdida há anos, seguindo uma história em que um rato comeu uma única amostra escrito em pele de animal, fazendo com que essa informação se perdesse e, finalmente, levando ao analfabetismo.Portanto, a escrita latina foi foi usado (o que não tem sido uma maneira precisa de exibir a linguagem tonal). 
A escrita não usa a letera Q.  Usam-se as formas Ch, Dz, Hr, Kh, Ng. Ph, Sh, Th, Ts, Zh.

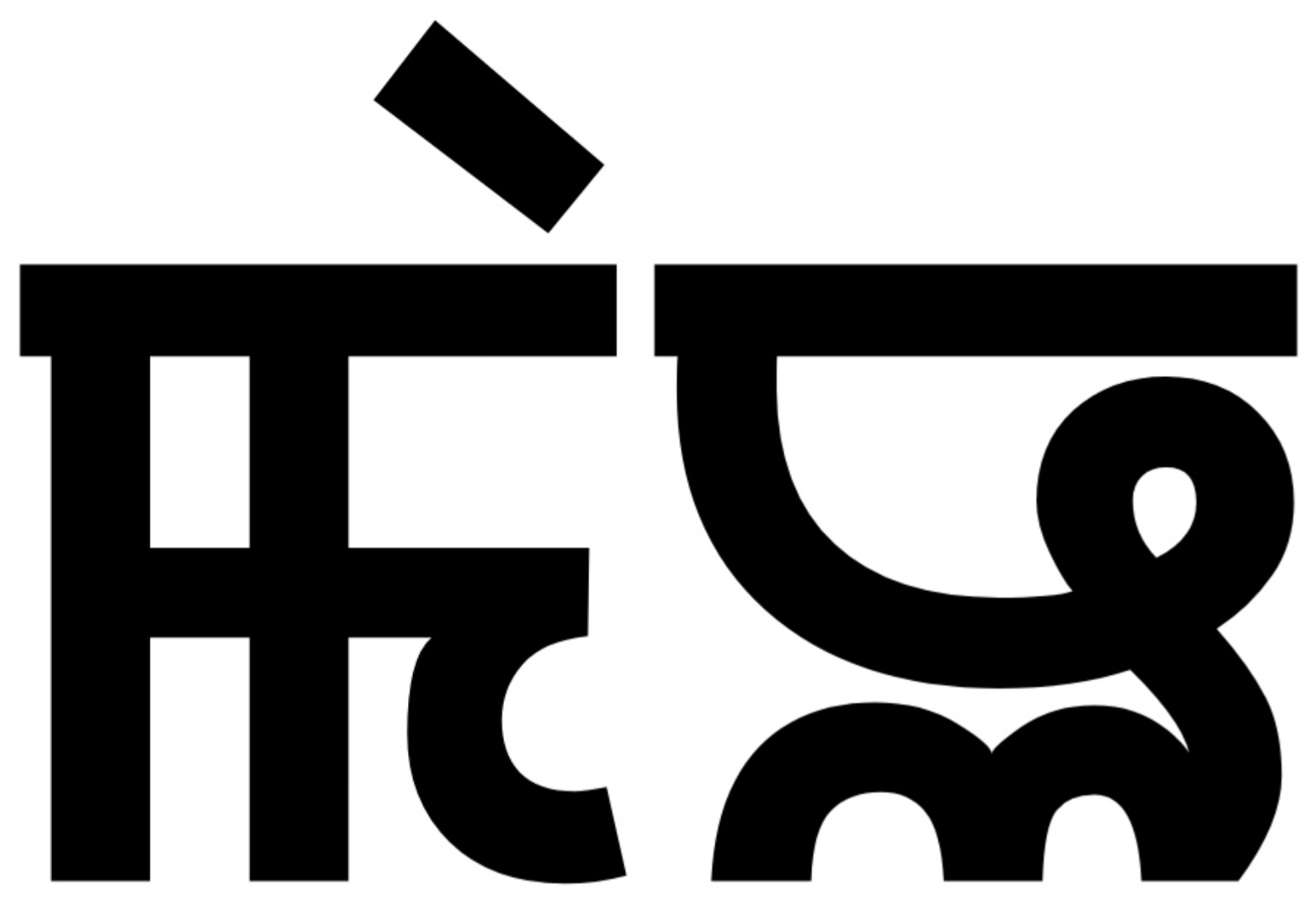
Mao escrito em escrita Meitei

## Fonologia

### Consoantes
|           |           | Labial | Dental | Alveolar | Palatal | Velar | Glotal fricativa |
| --------- | --------- | ------ | ------ | -------- | ------- | ----- | ---------------- |
| Plosive   | surda     | p      | t̪      | t        |         | k     |                  |
| Plosive   | aspirada  | pʰ     | (t̪ʰ)   | tʰ       |         | kʰ    |                  |
| Plosive   | sonora    | b      | d̪      |          |         | (ɡ)   |                  |
| Africada  | surda     | p͡f     |        | t͡s       | t͡ʃ      |       |                  |
| Africada  | aspirada  | (p͡fʰ)  |        |          | t͡ʃʰ     |       |                  |
| Africada  | sonora    | b͡v     |        | d͡z       | d͡ʒ      |       |                  |
| Fricativa | surda     | f      |        | s        | ʃ       |       | h                |
| Fricativa | sonora    | v      |        | z        | ʒ       |       |                  |
| Nasal     | Nasal     | m      |        | n        |         | ŋ     |                  |
| Vibrante  | sonora    |        |        | r        |         |       |                  |
| Vibrante  | surda     |        |        | ʰr̥       |         |       |                  |
| Lateral   | Lateral   |        |        | l        |         |       |                  |
| Semivogal | Semivogal | (w)    |        |          | j       |       |                  |

- /t͡ʃʰ/ e /w/ ocorrem apenas raramente, e com /t͡ʃʰ/ ocorrendo apenas na posição inicial da palavra.
- A surda pré-aspirada /ʰr̥/, pode ter um alofone inicial de palavra de [ʂ], [ʂ] raramente ocorre fonemicamente.
- [ɡ] ocorre apenas marginalmente a partir de palavras emprestadas.
- /t̪, p͡f/ em posição inicial de palavra pode ser ouvido como [t̪ʰ, p͡fʰ] em variação livre, raramente como fonêmico.
- /h/ pode ter um alofone de [x] palavra-inicialmente, palavra medialmente em variação livre. [x] raramente ocorre como um fonema.
- /m/ antes de uma vogal central /ɨ/ pode ter um alofone de um labiodental [ɱ].
- /n/ antes de sons de vogais altas pode ter um alofone de um [nʲ] palatalizado.

### Vogais
|         | Anterior | Central | Posterior |
| ------- | -------- | ------- | --------- |
| Fechada | i        | ɨ       | u         |
| Medial  | e        | (ə)     | o         |
| Aberta  |          | a       |           |

- [ə] só ocorre intermorfemicamente.
- /ɨ/ pode ser ouvido como arredondado [ʉ] em variação livre.
- Na posição inicial da palavra, /i, u/ pode ser reduzido para [ɪ, ʊ].
- /e, o/ pode ser reduzido para [ɛ, ɔ] na posição final da palavra.[2]

## Tons
There are 4 tones and a neutral tone:
- Altoh
- Crescente
- Neutro
- Cresce - Desc
- Decrescente baixo

## Amostra de texto

### Pai Nosso
| Português | Emela |
| --- | --- |
| Pai nosso que estais nos céus - Santificado seja o vosso nome - venha a nós o vosso reino - seja feita a vossa vontade - Assim na terra como no céu - - nos dai hoje o pão nosso de cada dia - E perdoai-nos os nossos pecados - Assim como nós perdoamos aos que pecam - Contra nós - não nos deixe cair em tentação - mas livra-nos do mal - Amém                                        | \| Rahche kobu akhrumei pfu Ni zhu sii peno amothu sii solo Ni movuji sii movu pilo Rache sibviio ojiphe hi-e Ni modo sii moso pilo Chithuni taveii sii izho akhrumei yi pio Ea akhrumei no i pile soma kowu mei yi kokhei kapi tibviio i no sokama sii kokhei pio I ye kothei le motho pisho ana kashi le siino I ye pfophrapio Adeitili movuji, kokhrokoko ea amane sii chisa nizhi se Amen \| |
| Rahche kobu akhrumei pfu Ni zhu sii peno amothu sii solo Ni movuji sii movu pilo Rache sibviio ojiphe hi-e Ni modo sii moso pilo Chithuni taveii sii izho akhrumei yi pio Ea akhrumei no i pile soma kowu mei yi kokhei kapi tibviio i no sokama sii kokhei pio I ye kothei le motho pisho ana kashi le siino I ye pfophrapio Adeitili movuji, kokhrokoko ea amane sii chisa nizhi se Amen | |

### Ave Maria
Khoriswe Mary, zhomazhi no phrowo kobu pei, Lipeo no neiyi sao leiwe netomei hruleno-nehi raku kayi pei siie. Ye nina hriitho Jisu siie raku kayio siie Amothu-Mary oramei pfiipei Kama koso akhrmei-yi dino echo ye akhrumei no kathe pha chiie mazhechii pe pinio. Amen. Source: http://www.marysrosaries.com/Mao_Naga_prayers.html